# Граскаас
Граскаас (нидерл. Graskaas — травяной сыр) — сорт мягкого голландского сыра, изготавливаемого из коровьего молока. В основном этот редкий сыр производится компанией Beemster, находящейся в Нидерландах. Граскаас имеет много общего с Меикаасом, но созревает позже. Граскаас обычно бывает доступен в продаже ранним летом, за исключением случая, когда он появился в продаже в магазине в Делфте 28 марта 1596 года.